# Друкпа Кюнле
Друкпа Кюнле, Друкпа Кунлег или Кунга Легпа (1455 – 1529), известен още като „Божествения Луд от Драконовата Линия“ или Друкпа Кагю е един от великите майстори на Махамудра в тибетския Будизъм. Ученик е на Лама Пема Лингпа и се счита за еманация на Сараха. Поради колоритния си стил той е много популярен и в бутанския фолклор.

## Биография
Друкпа Кюнле се ражда в околностите на манастира Ралунг, в клон на благородната фамилия Гя произхождаща от Цангпа Гяре Йеше Дордже. На тригодишна възраст се научава да чете и проличава неудържимият му стремеж към Дхарма. Седемгодишен той губи баща си, който загива в семейни междуособици. След смъртта на баща си той окончателно губи интерес към всичко светско, приема монашество и се отдава на интензивна практика.
На двадесет и пет, което се счита за изключително рано той показва всички качества на високореализиран йогин, връща монашеските обети на своя учител и до края на живота си е пътуващ йогин, известен с могъщите си луди методи да води съществата и особено жените към просветление. Това му носи прозвището „Святият човек с петте хиляди жени“. За него също се твърди, че давал поучения срещу чанг, или тибетска бира.
Със своето проницателно осъзнаване виждал най-бързите методи да освободи съществата от закостенялости и пречки. В биографията му е описано как безстрашно и съчувствено показва всеки фалш и лицемерие, използвайки всичко: сексуалност, йогийски сили да прави чудеса, майсторски композирани „Ваджра Песни“, изразяващи прозрението му, както и всякакви наглед скандални и чудати постъпки, водещи учениците му към зрялост. Подобно на велики йогини като Падмасамбхава е известен и с укротяването на местни енергии, причиняващи страдания на местното население и пречки за практикуващите Дхарма.
Описани са също многобройните срещи на Друкпа Кюнле с много от великите лами на своето време от другите линии на тибетския будизъм, в които също без колебание използва директния си и скандален стил.
Друкпа Кюнле основава манастира Чими Лакханг високо в планините над Пунака. .